# Fluorige Phase
Eine Fluorige Phase bezeichnet die flüssige Phase aus fluororganischen Verbindungen, die sich in diversen Eigenschaften von anderen Verbindungen und durch sie gebildete flüssige Phasen unterscheiden. Insbesondere sind sie wegen ihrer minimalen intermolekularen Wechselwirkungen mit anderen Flüssigkeiten kaum mischbar, unabhängig davon ob es sich um eher polare (beispielsweise wässrige) oder unpolare (beispielsweise organische) Phasen handelt.

## Einführung

Polarisierung einer C–F-Bindung

Mit steigendem Anteil C–F-Bindungen im Molekül zeigen organische Substanzen ein anomales Verhalten in ihren physiko-chemischen Eigenschaften. Man spricht von perfluorierten Substanzen, wenn alle C–H-Bindungen durch C–F-Bindungen ersetzt sind. Besitzt eine Verbindung einen wesentlichen Anteil an C–F-Bindungen, so bezeichnet man sie als fluorig, besitzt die Verbindung einen unwesentlichen Anteil an C–F-Bindungen, so bezeichnet man sie als organisch.

## Eigenschaften
Fluorige, insbesondere perfluorierte Verbindungen weisen deutliche Anomalien in ihren physiko-chemischen Eigenschaften auf. Hierzu gehören folgende Charakteristika:
- Fluorige Phase nicht mischbar mit wässriger und organischer Phase
- Sehr gute Löslichkeit für Gase
- Thermoregulierbare Mischbarkeit
- äußerst unreaktiv
- hohe Dichte
- geringe Oberflächenspannung

Hieraus ergeben sich die folgenden direkten Anwendungsbeispiele:
- Inertes, hydrophobes Aufbewahrungsmedium
- Pumpenöl in der Vakuumtechnik
- Blutersatzstoff
- Solvens wasserempfindlicher Reaktionen

## Physikalisch-Chemische Grundlagen
Unsubstituierte Alkane haben ein in Bezug auf Rotationen flexibles Kohlenstoffgerüst und liegen in flüssigem Zustand in gestreckter Form vor, das Kohlenstoffgerüst besitzt Zick-Zack-Struktur. Das Fluoratom besitzt, verglichen mit Wasserstoff einen ~23 % größeren Van-der-Waals-Radius. Aufgrund dessen sind Rotationen entlang der C-C-Bindungsachsen perfluorierter Alkane sterisch gehindert. Das starre helikale Kohlenstoffgerüst bewirkt, dass die räumliche Anordnung in flüssigem Zustand zu größeren Hohlräumen im Medium führt. Die hohe Gaslöslichkeit in perfluorierten Substanzen wird unter anderem hierdurch erklärt. Als Erklärung für die Mischbarkeit ist dies jedoch unzulänglich, da Mischungslücken auch bei Systemen mit planarem C-Gerüst auftreten. Charakteristisch ist, dass durch die hohe Elektronegativität der fluorsubstituenten perfluorierte Substanzen ohne Netto-Polarität an der Molekülperipherie Atome mit negativen Partialladungen besitzen, deren Polarität mit direkten Nachbarn wechselwirken kann. Da es sich bei Fluor jedoch um ein nur sehr schwach polarisierbares Atom handelt, sind intermolekulare Wechselwirkungen durch induzierte Dipole äußerst gering.
Verständlicher scheint das Verhalten perfluorierter Verbindungen durch den Vergleich mit Edelgasen. Abgesehen von der extrem geringen Reaktivität beträgt die Differenz der Siedepunkte zwischen Krypton, Xenon und Radon sowie den in der molaren Masse ähnlichen perfluorierten Alkanen CF4, C2F6 und C4F10 lediglich zwischen 25 und 30 K. Dies wiederum lässt auf ähnliche intermolekulare Wechselwirkungen schließen.
Die Mischungslücken sind weniger auf attraktive oder repulsive Wechselwirkungen mit fluorigen Substanzen zurückzuführen, sondern vielmehr auf starke Wechselwirkungen von Substanzen anderer Phasen.

## Methoden in der organischen Chemie
Die temperaturabhängige Mischbarkeit lässt sich ausnutzen, indem ein zweiphasiges System verwendet wird, welches während der Reaktion durch Temperaturerhöhung einphasig wird. Dies vereinfacht die Trennung der Produkte sowie die Rückgewinnung von Katalysatoren. Um den Einsatz der persistenten perfluorierten Alkane zu vermeiden, können Reaktionen in teilfluorierten Hybridlösungsmitteln wie Benzoltrifluorid (BTF) durchgeführt werden, um Anschließend eine Trennung durch Chromatographie mit fluorigen Säulenmaterial durchzuführen.

## Konstruktion fluoriger Reagenzien
Um Reagenzien für die fluorige Synthese zu konstruieren, sind folgende Strukturelemente von Bedeutung:
- Ponytails: perfluorierte Alkylreste
- Spacer: nicht fluorierte Phenylringe oder Alkylketten, um das reaktive Zentrum von der Elektronen ziehenden Wirkung der Ponytails abzuschirmen.

## Reagenzien der fluorigen Synthese
Eingesetzt werden fluorige Katalysatoren, insbesondere kostenintensive Übergangsmetallkatalysatoren, welche durch fluorige Extraktion leicht zurückgewonnen werden können.
Um bestimmte Spezies aus der Reaktionsmischung zu entfernen, werden fluorige Molekülfänger (Scavenger) verwendet. Phasen-Markierungen (Tags) dienen dazu, eine bestimmte Substanz der Reaktionsmischung mit einem Perfluoralkylrest zu markieren, sodass diese bei Mehrphasenextraktion auch über mehrere Syntheseschritte in der fluorigen Phase verbleibt(Phase-Labeling-Reagents).
Eine Kombination von Phase-Labeling und fluoriger Extraktion stellt das U-Tube Setup dar, wobei zwei organische Phasen durch eine fluorige getrennt werden. Die organische Quellphase enthält ein fluormarkiertes Produkt mit organischen Verunreinigungen. Das markierte Produkt löst sich in der fluorigen Phase und wandert zur Zielphase, welche ein Reagenz zur Demarkierung enthält. An der Phasengrenze wird demarkiert, die Markierung verbleibt in der fluorigen Phase, das Produkt ist demarkiert in der Zielphase enthalten.
Fluorige Schutzgruppen werden häufig verwendet, um funktionelle Gruppen zu schützen und gleichzeitig Moleküle für die fluorige Extraktion zu markieren.

## Synthesestrategien
Die Ausbeute von Multikomponentenreaktionen kann durch fluorige Synthese deutlich erhöht werden. Bei der Biginelli-Reaktion bildet sich beispielsweise ein Intermediat aus zwei der Reagenzien, welches anschließend mit dem dritten Edukt reagiert.
Die fluorige Synthese ermöglicht es, ein teures oder schwer darstellbares Edukt im Unterschuss einzusetzen, die zwei weiteren Reaktionspartner, nach Möglichkeit leicht darstellbar und kostengünstig, aber in hohem Überschuss. Das Produkt kann in hoher Reinheit durch fluorige Extraktion erhalten werden.
Bei der Syntheseplanung kann durch konsequenten Einsatz von Dreiphasenextraktionen die Ausbeute gesteigert und die Reinheit verbessert werden. Außerdem können teure und toxische Reagenzien gezielt zurückgewonnen und aufgearbeitet werden.